# لوئیز میریتس
لوئیز میریتس (به دانمارکی: Louise Mieritz) بازیگر اهل دانمارک است.
از فیلم‌هایی که وی در آن‌ها نقش داشته‌است، می‌توان به رئیس همه، پخمه‌ها، متهم و کافه هکتور اشاره نمود.